# Núria Marín Font
Núria Marín Font (Vielha e Mijaran, 29 de setembre de 1981) és una presentadora, periodista, guionista, redactora i coordinadora de programes de televisió aranesa.

## Biografia
Marín va estudiar periodisme a la Universitat Ramon Llull entre 1999 i 2003 i va començar a treballar com a guionista al programa Kaos de CityTV. Va enllaçar aquest treball amb el de redactora per a la revista Súper Pop, en què va estar durant tres anys. Més endavant, el 2008, va començar a treballar com a guionista per al programa Condició Femenina a Canal Català TV.
Després d'un breu temps a Canal Català, va començar a treballar com a coordinadora de programes d'entreteniment a La Fábrica de la Tele. Per a aquesta empresa ha treballat en programes com Sálvame, La Caja, El quinto poder, El comecocos o Dale al REC, tots a Mediaset España. El seu debut com a presentadora va ser l'any 2013 de la mà de Cazamariposas i al costat de Nando Escribano, un programa emès diàriament a Divinity i alguns dies a Telecinco i Cuatro, en el que es va mantenir fins a la seva cancel·lació el 2020. També va presentar i va cobrir diverses gales i esdeveniments a Divinity.
El 2016 es va anunciar el seu fitxatge com a col·laboradora de Hable con ellas a Telecinco. El juliol de 2017 va fitxar com a presentadora de Mad in Spain, juntament amb Jordi González a Telecinco. El gener de 2018 es va incorporar com a col·laboradora eventual de Sábado Deluxe i el 3 d'agost del mateix any es va estrenar com a presentadora substituta de Sálvame.
El febrer de 2020 va començar a presentar el nou programa de Divinity i Cuatro La habitación del pánico. Aquell mateix any va presentar Más tiempo de descuento i La casa fuerte, a més de copresentar els espais Hormigas blancas i La última cena.
L'abril de 2022 amb els canvis puntuals de Sálvame va presentar Sálvame Limón, juntament amb Adela González, i va ser la substituta de Jorge Javier Vázquez. També es va convertir en col·laboradora de Sálvame Naranja. Amb la desaparició d'aquests canvis i les incorporacions de les presentadores Adela González, Terelu Campos i María Patiño, va perdre pes al programa i les seves aparicions van ser esporàdiques durant la resta de l'any. Alhora va tornar de forma puntual al seu lloc de col·laboradora a Viernes Deluxe. El 2022 també va ser copresentadora de Sálvame Fashion Week i en les dues edicions de Mediafest Night Fever.
El setembre de 2023 es va anunciar que presentaria el programa de cites Love cost a TV3.

## Trajectòria
| Any             | Títol                    | Cadena             | Notes                             |
| --------------- | ------------------------ | ------------------ | --------------------------------- |
| 2008-2010       | El quinto poder          | La Siete           | Presentadora                      |
| 2013            | Concierto «Por Ellas»    | Divinity           | Reportera                         |
| 2013-2020       | Cazamariposas            | Divinity i Cuatro  | Presentadora                      |
| 2014-2015       | Cazamariposas VIP        | Telecinco          | Presentadora                      |
| 2015-2016       | Preuvas                  | Divinity           | Presentadora                      |
| 2016            | Hable con ellas          | Telecinco          | Col·laboradora                    |
| 2017            | A tota pantalla          | TV3                | Col·laboradora                    |
| 2017            | Especial: La Voz 5       | Be Mad             | Presentadora                      |
| 2017            | Mad in Spain             | Telecinco          | Presentadora                      |
| 2017-2023       | Socialité                | Telecinco          | Presentadora                      |
| 2018-2023       | Sálvame                  | Telecinco          | Presentadora substituta           |
| 2018-2020; 2022 | Deluxe                   | Telecinco          | Col·laboradora                    |
| 2018            | Hechos reales            | Telecinco          | Col·laboradora                    |
| 2020            | Más tiempo del descuento | Telecinco          | Presentadora                      |
| 2020            | La habitación del pánico | Cuatro i Divinity  | Presentadora                      |
| 2020            | La casa fuerte           | Telecinco          | Presentadora                      |
| 2020            | Hormigas blancas         | Telecinco          | Copresentadora                    |
| 2020 - 2021     | La última cena           | Telecinco          | Copresentadora                    |
| 2022            | Sálvame                  | Telecinco          | Col·laboradora de Sálvame Naranja |
| 2022            | Sálvame                  | Telecinco          | Presentadora de Sálvame Limón     |
| 2022            | Mediafest Night Fever    | Telecinco          | Presentadora                      |
| 2022            | FAVS Mtmad               | Mitele Plus, Mtmad | Presentadora, veu en off          |
| 2022-2023       | Sálvame Fashion Week     | Telecinco          | Copresentadora                    |
| 2022-present    | Royal salseo             | TikTok             | Creadora                          |
| 2023            | Zona Franca              | TV3                | Convidada                         |
| 2023-present    | Puro Salseo              | Spotify            | Presentadora                      |
| 2023-present    | Està Passant             | TV3                | Col·laboradora                    |
| 2024            | Love cost                | TV3, 3Cat          | Presentadora                      |

### Premis
| Any  | Premi                                  | Mitjà  | Resultat |
| ---- | -------------------------------------- | ------ | -------- |
| 2022 | Tik Tok #4YOU 2022 Awards For you Fest | TikTok | Nominada |